# Luvarus imperialis

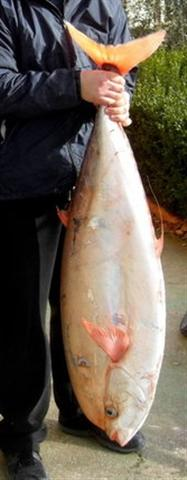
Esemplare catturato in Croazia

Il luvaro imperiale (Luvarus imperialis) è un pesce di mare appartenente alla famiglia Luvaridae di cui è l'unico membro noto.

## Distribuzione e habitat
È una specie cosmopolita diffusa in tutti gli oceani nelle fasce tropicali, subtropicali e temperate calde sia a nord che a sud dell'equatore. Nel mar Mediterraneo non è comune ma comunque conosciuto da secoli.
Si tratta di un tipico pesce pelagico che vive in acque aperte avvicinandosi difficilmente alle coste e frequentando soprattutto i primi 200 metri di profondità.

## Descrizione
Si tratta di un pesce inconfondibile tanto è singolare il suo aspetto, infatti ha corpo fusiforme ma massiccio, pinne dorsale ed anale simmetriche e limitate al terzo posteriore del corpo, coda falcata e simile a quella del tonno o del pesce spada, pinne ventrali rudimentali, pinne pettorali lunghe, capo massiccio con fronte ripida, bocca piccola ed occhi posti nella metà inferiore.
La livrea è nero-azzurra sul dorso ed argentea con toni rosati su ventre e fianchi. Le pinne pettorali e la pinna caudale sono rosee mentre la pinna dorsale e la pinna anale sono rosso scarlatto e possono avere la membrana di colore nero.
Raggiunge i due metri di lunghezza per 100 kg di peso.

## Alimentazione
Si ciba di organismi planctonici di grandi dimensioni come meduse e tunicati pelagici ed è accertato che si nutre anche di vegetali.

## Riproduzione
Le uova sono numerosissime, pelagiche. Lo sviluppo passa da tre fasi note come:
- Hystricinella trasparente con testa grande come metà del corpo e raggi dorsali lunghi e spinosi (fino a 2,5 cm)
- Astrodermella con testa più piccola, corpo cosparso di macchie scure su fondo rosa, pinne dorsale, anale e ventrali molto sviluppate (fino a 40 cm)
- Luvarella in cui il giovane va sempre più assomigliando alla forma adulta (fino ad 1 m).

Pare che la maturità sessuale venga raggiunta durante lo stadio Astrodermella.

## Biologia
Solitario o in gruppi sparsi composti di pochi individui.

## Pesca
Le carni sono molto pregiate, ma non si trova facilmente sui mercati principali.